# Anhimella perbrunnea
Anhimella perbrunnea là một loài bướm đêm trong họ Noctuidae.